# Палац Санта-Крус

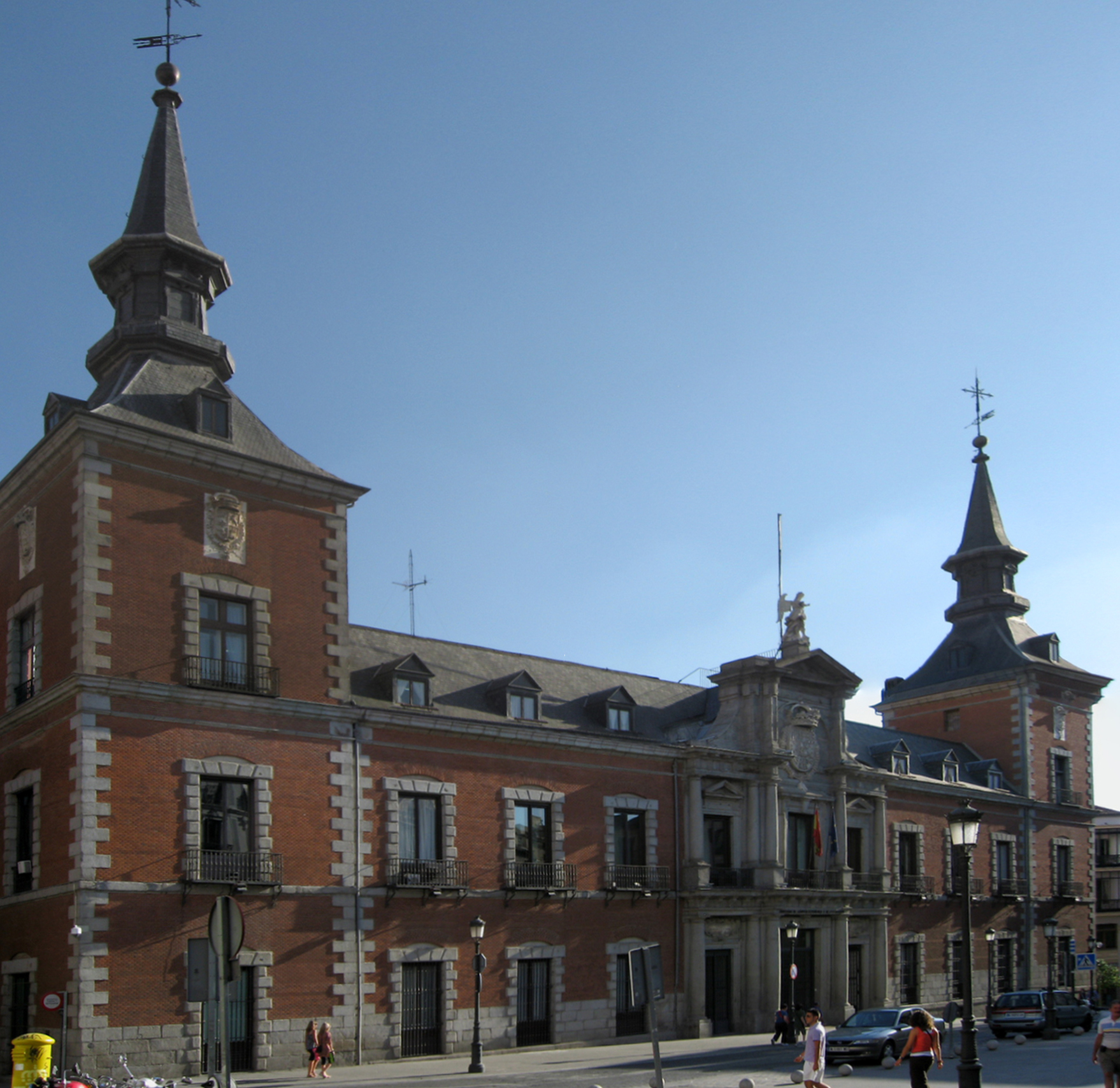
Палац Санта-Крус в Мадриді

Палац Санта-Крус (ісп. Palacio de Santa Cruz - «Палац Святого хреста») - історична будівля в центрі Мадрида на однойменній площі, побудована в стилі бароко за проєктом архітектора Хуана Гомеса де Мори в 1620-1640. 
Спочатку використовувалося як будівля суду та в'язниця для знатних злочинців, згодом, у 1767 перебудовано у палац і отримало свою нинішню назву в честь близької церкви Святого Хреста.
Наразі в палаці Санта-Крус розміщується Міністерство закордонних справ та міжнародного співробітництва Іспанії.